# Атропос
А́тропос, или Атропа (др.-греч. Ἄτροπος «неотвратимая»), также Айса, — старшая из трёх мойр — богинь судьбы (греческая мифология). Атропа перерезает нить жизни, которую прядут её сёстры. Неумолимая, неотвратимая участь (смерть).
В её честь назван астероид (273) Атропа (нем. Atropos), открытый 8 марта 1888 года австрийским астрономом Иоганном Пализой в Венской обсерватории.
Платон в диалоге «Государство», где изображены мойры, сделал их богинями, поющими о настоящем (Клото), о прошедшем (Лахесис), о будущем (Атропос). Также в её честь был назван яд атропин.

## Аналоги в других мифологиях
В римской мифологии мойрам соответствовали парки; третья из них, исполнявшая функции Атропы, носила имя Морта (лат. Morta). Аналог в германо-скандинавской мифологии — Скульд (третья из норн, олицетворявшая будущее).

## Кино
- В сериале «Сверхъестественное» в 17-м эпизоде 6-го сезона мойра Атропос мешает Кастиэлю заполучить лишние 50 тысяч душ для спасения мира.
- В сериале «Легенды завтрашнего дня» в 5-м сезоне Атропос является одним из главных антагонистов, пытаясь собрать полотно судьбы, разбросанное ранее Клото по мультивселенной, но оказавшихся на одной земле после Кризиса бесконечных земель.
- В литературе: роман Стивена Кинга "Бессонница" главный антагонист романа, «маленький лысый врач», символизирующий случайную смерть. Был нанят Алым Королём с целью убить Патрика Дэнвилла; для выполнения этой задачи превратил Эда Дипно в маньяка, обрезав его «ниточку жизни», хотя Дипно был единственным человеком, не принадлежащим ни Случайности, ни Предопределённости.
- В сериале "Доктор Кто" в 3-м эпизоде 13-го сезона появился храм "Атропос", призванный сдерживать время, так как оно было беспорядочным, этим занимались Мойры. Но из-за некоторых событий, некоторые Мойры были "повреждены" и время вырывалось на свободу.

## Видеоигры
В видеоигре God of War 2 Атропос наряду с Клото и Лахесис является одним из боссов.
Также Атропос в более ярком и открытом обличии присутствует в игре Goddess Era как игровой герой и на экране жертвы богинь. 
В видеоигре Returnal Атропос — название планеты, с которой пытается выбраться главная героиня.
В видеоигре Dota 2 Атропос (Bane Elemental) — один из игровых персонажей (героев).
В видеоигре Ведьмак 3: Дикая охота название корабля, который Геральт нанимает для отправления на острова Скеллиге. 